# 池田市立緑丘小学校
池田市立緑丘小学校（いけだしりつ みどりがおかしょうがっこう）は、大阪府池田市緑丘2丁目にある公立小学校。

## 沿革
- 1976年（昭和51年）4月1日 - 開校。

## 通学区域
- 鉢塚1丁目～3丁目、緑丘1丁目・2丁目[1]

※卒業後は基本的に池田市立渋谷中学校に進学する。